# 1980年のワールドシリーズ
1980年の野球において、メジャーリーグベースボール（MLB）優勝決定戦の第77回ワールドシリーズ（だい77かいワールドシリーズ、77th World Series）は、10月14日から21日にかけて計6試合が開催された。その結果、フィラデルフィア・フィリーズ（ナショナルリーグ）がカンザスシティ・ロイヤルズ（アメリカンリーグ）を4勝2敗で下し、球団創設98年目で初の優勝を果たした。
今シリーズの全米テレビ中継はNBCで行われ、第6戦ではシリーズ史上最多となる平均視聴者数5490万人を記録した。フィリーズはこの試合に勝ったことで、1903年の第1回シリーズ開催よりも前から存続している16球団のうち唯一のシリーズ制覇経験なしという状態を脱却した。一方のロイヤルズは、1961年以降のエクスパンションによって創設された球団ではニューヨーク・メッツに次ぐ2球団目のシリーズ出場だったが、優勝には届かなかった。シリーズMVPには、第2戦の勝ち越し二塁打や第6戦の先制・決勝2点適時打など複数の殊勲打を放ち、6試合で打率.381・2本塁打・7打点・OPS 1.176という成績を残したフィリーズのマイク・シュミットが選出された。
ワールドシリーズでは1976年から指名打者（DH）制度が導入され、1985年までの10年間は、偶数年は全試合で採用、奇数年は全試合で不採用とされていた。したがって今シリーズでは、DH制が全試合で採用されている。

## 試合結果
1980年のワールドシリーズは10月14日に開幕し、途中に移動日を挟んで8日間で6試合が行われた。日程・結果は以下の通り。
| 日付                                                              | 試合  | ビジター球団（先攻）         | スコア | ホーム球団（後攻）           | 開催球場               | 開催球場                                           |
| ----------------------------------------------------------------- | ----- | ---------------------------- | ------ | ---------------------------- | ---------------------- | -------------------------------------------------- |
| 10月14日（火）                                                    | 第1戦 | カンザスシティ・ロイヤルズ   | 6－7   | フィラデルフィア・フィリーズ | ベテランズ・スタジアム | ベテランズ・ · スタジアムロイヤルズ・ · スタジアム |
| 10月15日（水）                                                    | 第2戦 | カンザスシティ・ロイヤルズ   | 4－6   | フィラデルフィア・フィリーズ | ベテランズ・スタジアム | ベテランズ・ · スタジアムロイヤルズ・ · スタジアム |
| 10月16日（木）                                                    |       | 移動日                       | 移動日 | 移動日                       |                        | ベテランズ・ · スタジアムロイヤルズ・ · スタジアム |
| 10月17日（金）                                                    | 第3戦 | フィラデルフィア・フィリーズ | 3－4x  | カンザスシティ・ロイヤルズ   | ロイヤルズ・スタジアム | ベテランズ・ · スタジアムロイヤルズ・ · スタジアム |
| 10月18日（土）                                                    | 第4戦 | フィラデルフィア・フィリーズ | 3－5   | カンザスシティ・ロイヤルズ   | ロイヤルズ・スタジアム | ベテランズ・ · スタジアムロイヤルズ・ · スタジアム |
| 10月19日（日）                                                    | 第5戦 | フィラデルフィア・フィリーズ | 4－3   | カンザスシティ・ロイヤルズ   | ロイヤルズ・スタジアム | ベテランズ・ · スタジアムロイヤルズ・ · スタジアム |
| 10月20日（月）                                                    |       | 移動日                       | 移動日 | 移動日                       |                        | ベテランズ・ · スタジアムロイヤルズ・ · スタジアム |
| 10月21日（火）                                                    | 第6戦 | カンザスシティ・ロイヤルズ   | 1－4   | フィラデルフィア・フィリーズ | ベテランズ・スタジアム | ベテランズ・ · スタジアムロイヤルズ・ · スタジアム |
| 優勝：フィラデルフィア・フィリーズ（4勝2敗 / 球団創設98年目で初） |       |                              |        |                              |                        | ベテランズ・ · スタジアムロイヤルズ・ · スタジアム |

### 第1戦 10月14日
- ベテランズ・スタジアム（ペンシルベニア州フィラデルフィア）

|                              | 1 | 2 | 3 | 4 | 5 | 6 | 7 | 8 | 9 | R | H  | E |
| ---------------------------- | - | - | - | - | - | - | - | - | - | - | -- | - |
| カンザスシティ・ロイヤルズ   | 0 | 2 | 2 | 0 | 0 | 0 | 0 | 2 | 0 | 6 | 9  | 1 |
| フィラデルフィア・フィリーズ | 0 | 0 | 5 | 1 | 1 | 0 | 0 | 0 | X | 7 | 11 | 0 |

1. 勝利：ボブ・ウォーク（1勝）
2. セーブ：タグ・マグロウ（1S）
3. 敗戦：デニス・レナード（1敗）
4. 本塁打
KC：エイモス・オーティス1号2ラン、ウィリー・エイキンズ1号2ラン・2号2ラン
PHI：ベイク・マクブライド1号3ラン
5. 審判
［球審］ハリー・ウェンデルステット（NL）
［塁審］一塁: ビル・カンケル（AL）、二塁: ポール・プライアー（NL）、三塁: ドン・デンキンガー（AL）
［外審］左翼: ダッチ・レナート（NL）、右翼: ニック・ブレミガン（AL）
6. 夜間試合  試合時間: 3時間1分  観客: 6万5791人
詳細: Baseball-Reference.com

| カンザスシティ・ロイヤルズ | カンザスシティ・ロイヤルズ | カンザスシティ・ロイヤルズ | カンザスシティ・ロイヤルズ | カンザスシティ・ロイヤルズ                                                                                             | フィラデルフィア・フィリーズ | フィラデルフィア・フィリーズ | フィラデルフィア・フィリーズ | フィラデルフィア・フィリーズ | フィラデルフィア・フィリーズ                                                                                       |
| -------------------------- | -------------------------- | -------------------------- | -------------------------- | --- | ---------------------------- | ---------------------------- | ---------------------------- | ---------------------------- | --- |
| 打順                       | 守備                       | 選手                       | 打席                       | D・レナードD・ポーターW・エイキンズF・ホワイトG・ブレットU・ワシントンW・ウィルソンA・オーティスC・ハードルH・マクレー | 打順                         | 守備                         | 選手                         | 打席                         | B・ウォークB・ブーンP・ローズM・トリーヨM・シュミットL・ボーワL・スミスG・マドックスB・マクブライドG・ルジンスキー |
| 1                          | 左                         | W・ウィルソン              | 両                         | D・レナードD・ポーターW・エイキンズF・ホワイトG・ブレットU・ワシントンW・ウィルソンA・オーティスC・ハードルH・マクレー | 1                            | 左                           | L・スミス                    | 右                           | B・ウォークB・ブーンP・ローズM・トリーヨM・シュミットL・ボーワL・スミスG・マドックスB・マクブライドG・ルジンスキー |
| 2                          | DH                         | H・マクレー                | 右                         | D・レナードD・ポーターW・エイキンズF・ホワイトG・ブレットU・ワシントンW・ウィルソンA・オーティスC・ハードルH・マクレー | 2                            | 一                           | P・ローズ                    | 両                           | B・ウォークB・ブーンP・ローズM・トリーヨM・シュミットL・ボーワL・スミスG・マドックスB・マクブライドG・ルジンスキー |
| 3                          | 三                         | G・ブレット                | 左                         | D・レナードD・ポーターW・エイキンズF・ホワイトG・ブレットU・ワシントンW・ウィルソンA・オーティスC・ハードルH・マクレー | 3                            | 三                           | M・シュミット                | 右                           | B・ウォークB・ブーンP・ローズM・トリーヨM・シュミットL・ボーワL・スミスG・マドックスB・マクブライドG・ルジンスキー |
| 4                          | 一                         | W・エイキンズ              | 左                         | D・レナードD・ポーターW・エイキンズF・ホワイトG・ブレットU・ワシントンW・ウィルソンA・オーティスC・ハードルH・マクレー | 4                            | 右                           | B・マクブライド              | 左                           | B・ウォークB・ブーンP・ローズM・トリーヨM・シュミットL・ボーワL・スミスG・マドックスB・マクブライドG・ルジンスキー |
| 5                          | 捕                         | D・ポーター                | 左                         | D・レナードD・ポーターW・エイキンズF・ホワイトG・ブレットU・ワシントンW・ウィルソンA・オーティスC・ハードルH・マクレー | 5                            | DH                           | G・ルジンスキー              | 右                           | B・ウォークB・ブーンP・ローズM・トリーヨM・シュミットL・ボーワL・スミスG・マドックスB・マクブライドG・ルジンスキー |
| 6                          | 中                         | A・オーティス              | 右                         | D・レナードD・ポーターW・エイキンズF・ホワイトG・ブレットU・ワシントンW・ウィルソンA・オーティスC・ハードルH・マクレー | 6                            | 中                           | G・マドックス                | 右                           | B・ウォークB・ブーンP・ローズM・トリーヨM・シュミットL・ボーワL・スミスG・マドックスB・マクブライドG・ルジンスキー |
| 7                          | 右                         | C・ハードル                | 左                         | D・レナードD・ポーターW・エイキンズF・ホワイトG・ブレットU・ワシントンW・ウィルソンA・オーティスC・ハードルH・マクレー | 7                            | 二                           | M・トリーヨ                  | 右                           | B・ウォークB・ブーンP・ローズM・トリーヨM・シュミットL・ボーワL・スミスG・マドックスB・マクブライドG・ルジンスキー |
| 8                          | 二                         | F・ホワイト                | 右                         | D・レナードD・ポーターW・エイキンズF・ホワイトG・ブレットU・ワシントンW・ウィルソンA・オーティスC・ハードルH・マクレー | 8                            | 遊                           | L・ボーワ                    | 両                           | B・ウォークB・ブーンP・ローズM・トリーヨM・シュミットL・ボーワL・スミスG・マドックスB・マクブライドG・ルジンスキー |
| 9                          | 遊                         | U・ワシントン              | 両                         | D・レナードD・ポーターW・エイキンズF・ホワイトG・ブレットU・ワシントンW・ウィルソンA・オーティスC・ハードルH・マクレー | 9                            | 捕                           | B・ブーン                    | 右                           | B・ウォークB・ブーンP・ローズM・トリーヨM・シュミットL・ボーワL・スミスG・マドックスB・マクブライドG・ルジンスキー |
| 先発投手                   | 先発投手                   | 先発投手                   | 投球                       | D・レナードD・ポーターW・エイキンズF・ホワイトG・ブレットU・ワシントンW・ウィルソンA・オーティスC・ハードルH・マクレー | 先発投手                     | 先発投手                     | 先発投手                     | 投球                         | B・ウォークB・ブーンP・ローズM・トリーヨM・シュミットL・ボーワL・スミスG・マドックスB・マクブライドG・ルジンスキー |
| D・レナード                | D・レナード                | D・レナード                | 右                         | D・レナードD・ポーターW・エイキンズF・ホワイトG・ブレットU・ワシントンW・ウィルソンA・オーティスC・ハードルH・マクレー | B・ウォーク                  | B・ウォーク                  | B・ウォーク                  | 右                           | B・ウォークB・ブーンP・ローズM・トリーヨM・シュミットL・ボーワL・スミスG・マドックスB・マクブライドG・ルジンスキー |

### 第2戦 10月15日
- ベテランズ・スタジアム（ペンシルベニア州フィラデルフィア）

|                              | 1 | 2 | 3 | 4 | 5 | 6 | 7 | 8 | 9 | R | H  | E |
| ---------------------------- | - | - | - | - | - | - | - | - | - | - | -- | - |
| カンザスシティ・ロイヤルズ   | 0 | 0 | 0 | 0 | 0 | 1 | 3 | 0 | 0 | 4 | 11 | 0 |
| フィラデルフィア・フィリーズ | 0 | 0 | 0 | 0 | 2 | 0 | 0 | 4 | X | 8 | 8  | 1 |

1. 勝利：スティーブ・カールトン（1勝）
2. セーブ：ロン・リード（1S）
3. 敗戦：ダン・クイゼンベリー（1敗）
4. 審判
［球審］ビル・カンケル（AL）
［塁審］一塁: ポール・プライアー（NL）、二塁: ドン・デンキンガー（AL）、三塁: ダッチ・レナート（NL）
［外審］左翼: ニック・ブレミガン（AL）、右翼: ハリー・ウェンデルステット（NL）
5. 夜間試合  試合時間: 3時間1分  観客: 6万5775人
詳細: Baseball-Reference.com

| カンザスシティ・ロイヤルズ | カンザスシティ・ロイヤルズ | カンザスシティ・ロイヤルズ | カンザスシティ・ロイヤルズ | カンザスシティ・ロイヤルズ                                                                                           | フィラデルフィア・フィリーズ | フィラデルフィア・フィリーズ | フィラデルフィア・フィリーズ | フィラデルフィア・フィリーズ | フィラデルフィア・フィリーズ                                                                                       |
| -------------------------- | -------------------------- | -------------------------- | -------------------------- | --- | ---------------------------- | ---------------------------- | ---------------------------- | ---------------------------- | --- |
| 打順                       | 守備                       | 選手                       | 打席                       | L・グラJ・ワーザンW・エイキンズF・ホワイトG・ブレットU・ワシントンW・ウィルソンA・オーティスJ・カーデナルH・マクレー | 打順                         | 守備                         | 選手                         | 打席                         | S・カールトンB・ブーンP・ローズM・トリーヨM・シュミットL・ボーワL・スミスG・マドックスB・マクブライドK・モアランド |
| 1                          | 左                         | W・ウィルソン              | 両                         | L・グラJ・ワーザンW・エイキンズF・ホワイトG・ブレットU・ワシントンW・ウィルソンA・オーティスJ・カーデナルH・マクレー | 1                            | 左                           | L・スミス                    | 右                           | S・カールトンB・ブーンP・ローズM・トリーヨM・シュミットL・ボーワL・スミスG・マドックスB・マクブライドK・モアランド |
| 2                          | 遊                         | U・ワシントン              | 両                         | L・グラJ・ワーザンW・エイキンズF・ホワイトG・ブレットU・ワシントンW・ウィルソンA・オーティスJ・カーデナルH・マクレー | 2                            | 一                           | P・ローズ                    | 両                           | S・カールトンB・ブーンP・ローズM・トリーヨM・シュミットL・ボーワL・スミスG・マドックスB・マクブライドK・モアランド |
| 3                          | 三                         | G・ブレット                | 左                         | L・グラJ・ワーザンW・エイキンズF・ホワイトG・ブレットU・ワシントンW・ウィルソンA・オーティスJ・カーデナルH・マクレー | 3                            | 右                           | B・マクブライド              | 左                           | S・カールトンB・ブーンP・ローズM・トリーヨM・シュミットL・ボーワL・スミスG・マドックスB・マクブライドK・モアランド |
| 4                          | DH                         | H・マクレー                | 右                         | L・グラJ・ワーザンW・エイキンズF・ホワイトG・ブレットU・ワシントンW・ウィルソンA・オーティスJ・カーデナルH・マクレー | 4                            | 三                           | M・シュミット                | 右                           | S・カールトンB・ブーンP・ローズM・トリーヨM・シュミットL・ボーワL・スミスG・マドックスB・マクブライドK・モアランド |
| 5                          | 中                         | A・オーティス              | 右                         | L・グラJ・ワーザンW・エイキンズF・ホワイトG・ブレットU・ワシントンW・ウィルソンA・オーティスJ・カーデナルH・マクレー | 5                            | DH                           | K・モアランド                | 右                           | S・カールトンB・ブーンP・ローズM・トリーヨM・シュミットL・ボーワL・スミスG・マドックスB・マクブライドK・モアランド |
| 6                          | 捕                         | J・ワーザン                | 右                         | L・グラJ・ワーザンW・エイキンズF・ホワイトG・ブレットU・ワシントンW・ウィルソンA・オーティスJ・カーデナルH・マクレー | 6                            | 中                           | G・マドックス                | 右                           | S・カールトンB・ブーンP・ローズM・トリーヨM・シュミットL・ボーワL・スミスG・マドックスB・マクブライドK・モアランド |
| 7                          | 一                         | W・エイキンズ              | 左                         | L・グラJ・ワーザンW・エイキンズF・ホワイトG・ブレットU・ワシントンW・ウィルソンA・オーティスJ・カーデナルH・マクレー | 7                            | 二                           | M・トリーヨ                  | 右                           | S・カールトンB・ブーンP・ローズM・トリーヨM・シュミットL・ボーワL・スミスG・マドックスB・マクブライドK・モアランド |
| 8                          | 右                         | J・カーデナル              | 右                         | L・グラJ・ワーザンW・エイキンズF・ホワイトG・ブレットU・ワシントンW・ウィルソンA・オーティスJ・カーデナルH・マクレー | 8                            | 遊                           | L・ボーワ                    | 両                           | S・カールトンB・ブーンP・ローズM・トリーヨM・シュミットL・ボーワL・スミスG・マドックスB・マクブライドK・モアランド |
| 9                          | 二                         | F・ホワイト                | 右                         | L・グラJ・ワーザンW・エイキンズF・ホワイトG・ブレットU・ワシントンW・ウィルソンA・オーティスJ・カーデナルH・マクレー | 9                            | 捕                           | B・ブーン                    | 右                           | S・カールトンB・ブーンP・ローズM・トリーヨM・シュミットL・ボーワL・スミスG・マドックスB・マクブライドK・モアランド |
| 先発投手                   | 先発投手                   | 先発投手                   | 投球                       | L・グラJ・ワーザンW・エイキンズF・ホワイトG・ブレットU・ワシントンW・ウィルソンA・オーティスJ・カーデナルH・マクレー | 先発投手                     | 先発投手                     | 先発投手                     | 投球                         | S・カールトンB・ブーンP・ローズM・トリーヨM・シュミットL・ボーワL・スミスG・マドックスB・マクブライドK・モアランド |
| L・グラ                    | L・グラ                    | L・グラ                    | 左                         | L・グラJ・ワーザンW・エイキンズF・ホワイトG・ブレットU・ワシントンW・ウィルソンA・オーティスJ・カーデナルH・マクレー | S・カールトン                | S・カールトン                | S・カールトン                | 左                           | S・カールトンB・ブーンP・ローズM・トリーヨM・シュミットL・ボーワL・スミスG・マドックスB・マクブライドK・モアランド |

### 第3戦 10月17日
- ロイヤルズ・スタジアム（ミズーリ州カンザスシティ）

|                              | 1 | 2 | 3 | 4 | 5 | 6 | 7 | 8 | 9 | 10 | R | H  | E |
| ---------------------------- | - | - | - | - | - | - | - | - | - | -- | - | -- | - |
| フィラデルフィア・フィリーズ | 0 | 1 | 0 | 0 | 1 | 0 | 0 | 1 | 0 | 0  | 3 | 14 | 0 |
| カンザスシティ・ロイヤルズ   | 1 | 0 | 0 | 1 | 0 | 0 | 1 | 0 | 0 | 1x | 4 | 11 | 0 |

1. 勝利：ダン・クイゼンベリー（1勝1敗）
2. 敗戦：タグ・マグロウ（1敗1S）
3. 本塁打
PHI：マイク・シュミット1号ソロ
KC：ジョージ・ブレット1号ソロ、エイモス・オーティス2号ソロ
4. 審判
［球審］ポール・プライアー（NL）
［塁審］一塁: ドン・デンキンガー（AL）、二塁: ダッチ・レナート（NL）、三塁: ニック・ブレミガン（AL）
［外審］左翼: ハリー・ウェンデルステット（NL）、右翼: ビル・カンケル（AL）
5. 夜間試合  試合時間: 3時間19分  観客: 4万2380人
詳細: Baseball-Reference.com

| フィラデルフィア・フィリーズ | フィラデルフィア・フィリーズ | フィラデルフィア・フィリーズ | フィラデルフィア・フィリーズ | フィラデルフィア・フィリーズ                                                                                       | カンザスシティ・ロイヤルズ | カンザスシティ・ロイヤルズ | カンザスシティ・ロイヤルズ | カンザスシティ・ロイヤルズ | カンザスシティ・ロイヤルズ                                                                                           |
| ---------------------------- | ---------------------------- | ---------------------------- | ---------------------------- | --- | -------------------------- | -------------------------- | -------------------------- | -------------------------- | --- |
| 打順                         | 守備                         | 選手                         | 打席                         | D・ルースベンB・ブーンP・ローズM・トリーヨM・シュミットL・ボーワL・スミスG・マドックスB・マクブライドK・モアランド | 打順                       | 守備                       | 選手                       | 打席                       | R・ゲイルD・ポーターW・エイキンズF・ホワイトG・ブレットU・ワシントンW・ウィルソンA・オーティスC・ハードルH・マクレー |
| 1                            | 左                           | L・スミス                    | 右                           | D・ルースベンB・ブーンP・ローズM・トリーヨM・シュミットL・ボーワL・スミスG・マドックスB・マクブライドK・モアランド | 1                          | 左                         | W・ウィルソン              | 両                         | R・ゲイルD・ポーターW・エイキンズF・ホワイトG・ブレットU・ワシントンW・ウィルソンA・オーティスC・ハードルH・マクレー |
| 2                            | 一                           | P・ローズ                    | 両                           | D・ルースベンB・ブーンP・ローズM・トリーヨM・シュミットL・ボーワL・スミスG・マドックスB・マクブライドK・モアランド | 2                          | 二                         | F・ホワイト                | 右                         | R・ゲイルD・ポーターW・エイキンズF・ホワイトG・ブレットU・ワシントンW・ウィルソンA・オーティスC・ハードルH・マクレー |
| 3                            | 三                           | M・シュミット                | 右                           | D・ルースベンB・ブーンP・ローズM・トリーヨM・シュミットL・ボーワL・スミスG・マドックスB・マクブライドK・モアランド | 3                          | 三                         | G・ブレット                | 左                         | R・ゲイルD・ポーターW・エイキンズF・ホワイトG・ブレットU・ワシントンW・ウィルソンA・オーティスC・ハードルH・マクレー |
| 4                            | 右                           | B・マクブライド              | 左                           | D・ルースベンB・ブーンP・ローズM・トリーヨM・シュミットL・ボーワL・スミスG・マドックスB・マクブライドK・モアランド | 4                          | 一                         | W・エイキンズ              | 左                         | R・ゲイルD・ポーターW・エイキンズF・ホワイトG・ブレットU・ワシントンW・ウィルソンA・オーティスC・ハードルH・マクレー |
| 5                            | DH                           | K・モアランド                | 右                           | D・ルースベンB・ブーンP・ローズM・トリーヨM・シュミットL・ボーワL・スミスG・マドックスB・マクブライドK・モアランド | 5                          | DH                         | H・マクレー                | 右                         | R・ゲイルD・ポーターW・エイキンズF・ホワイトG・ブレットU・ワシントンW・ウィルソンA・オーティスC・ハードルH・マクレー |
| 6                            | 中                           | G・マドックス                | 右                           | D・ルースベンB・ブーンP・ローズM・トリーヨM・シュミットL・ボーワL・スミスG・マドックスB・マクブライドK・モアランド | 6                          | 中                         | A・オーティス              | 右                         | R・ゲイルD・ポーターW・エイキンズF・ホワイトG・ブレットU・ワシントンW・ウィルソンA・オーティスC・ハードルH・マクレー |
| 7                            | 二                           | M・トリーヨ                  | 右                           | D・ルースベンB・ブーンP・ローズM・トリーヨM・シュミットL・ボーワL・スミスG・マドックスB・マクブライドK・モアランド | 7                          | 右                         | C・ハードル                | 左                         | R・ゲイルD・ポーターW・エイキンズF・ホワイトG・ブレットU・ワシントンW・ウィルソンA・オーティスC・ハードルH・マクレー |
| 8                            | 遊                           | L・ボーワ                    | 両                           | D・ルースベンB・ブーンP・ローズM・トリーヨM・シュミットL・ボーワL・スミスG・マドックスB・マクブライドK・モアランド | 8                          | 捕                         | D・ポーター                | 左                         | R・ゲイルD・ポーターW・エイキンズF・ホワイトG・ブレットU・ワシントンW・ウィルソンA・オーティスC・ハードルH・マクレー |
| 9                            | 捕                           | B・ブーン                    | 右                           | D・ルースベンB・ブーンP・ローズM・トリーヨM・シュミットL・ボーワL・スミスG・マドックスB・マクブライドK・モアランド | 9                          | 遊                         | U・ワシントン              | 両                         | R・ゲイルD・ポーターW・エイキンズF・ホワイトG・ブレットU・ワシントンW・ウィルソンA・オーティスC・ハードルH・マクレー |
| 先発投手                     | 先発投手                     | 先発投手                     | 投球                         | D・ルースベンB・ブーンP・ローズM・トリーヨM・シュミットL・ボーワL・スミスG・マドックスB・マクブライドK・モアランド | 先発投手                   | 先発投手                   | 先発投手                   | 投球                       | R・ゲイルD・ポーターW・エイキンズF・ホワイトG・ブレットU・ワシントンW・ウィルソンA・オーティスC・ハードルH・マクレー |
| D・ルースベン                | D・ルースベン                | D・ルースベン                | 右                           | D・ルースベンB・ブーンP・ローズM・トリーヨM・シュミットL・ボーワL・スミスG・マドックスB・マクブライドK・モアランド | R・ゲイル                  | R・ゲイル                  | R・ゲイル                  | 右                         | R・ゲイルD・ポーターW・エイキンズF・ホワイトG・ブレットU・ワシントンW・ウィルソンA・オーティスC・ハードルH・マクレー |

### 第4戦 10月18日
- ロイヤルズ・スタジアム（ミズーリ州カンザスシティ）

|                              | 1 | 2 | 3 | 4 | 5 | 6 | 7 | 8 | 9 | R | H  | E |
| ---------------------------- | - | - | - | - | - | - | - | - | - | - | -- | - |
| フィラデルフィア・フィリーズ | 0 | 1 | 0 | 0 | 0 | 0 | 1 | 1 | 0 | 3 | 10 | 1 |
| カンザスシティ・ロイヤルズ   | 4 | 1 | 0 | 0 | 0 | 0 | 0 | 0 | X | 5 | 10 | 2 |

1. 勝利：デニス・レナード（1勝1敗）
2. セーブ：ダン・クイゼンベリー（1勝1敗1S）
3. 敗戦：ラリー・クリステンソン（1敗）
4. 本塁打
KC：ウィリー・エイキンズ3号2ラン・4号ソロ
5. 審判
［球審］ドン・デンキンガー（AL）
［塁審］一塁: ダッチ・レナート（NL）、二塁: ニック・ブレミガン（AL）、三塁: ハリー・ウェンデルステット（NL）
［外審］左翼: ビル・カンケル（AL）、右翼: ポール・プライアー（NL）
6. 昼間試合  試合時間: 2時間37分  観客: 4万2363人
詳細: Baseball-Reference.com

| フィラデルフィア・フィリーズ | フィラデルフィア・フィリーズ | フィラデルフィア・フィリーズ | フィラデルフィア・フィリーズ | フィラデルフィア・フィリーズ                                                                                         | カンザスシティ・ロイヤルズ | カンザスシティ・ロイヤルズ | カンザスシティ・ロイヤルズ | カンザスシティ・ロイヤルズ | カンザスシティ・ロイヤルズ                                                                                             |
| ---------------------------- | ---------------------------- | ---------------------------- | ---------------------------- | --- | -------------------------- | -------------------------- | -------------------------- | -------------------------- | --- |
| 打順                         | 守備                         | 選手                         | 打席                         | L・クリステンソンB・ブーンP・ローズM・トリーヨM・シュミットL・ボーワD・アンサーG・マドックスB・マクブライドL・スミス | 打順                       | 守備                       | 選手                       | 打席                       | D・レナードD・ポーターW・エイキンズF・ホワイトG・ブレットU・ワシントンW・ウィルソンA・オーティスC・ハードルH・マクレー |
| 1                            | DH                           | L・スミス                    | 右                           | L・クリステンソンB・ブーンP・ローズM・トリーヨM・シュミットL・ボーワD・アンサーG・マドックスB・マクブライドL・スミス | 1                          | 左                         | W・ウィルソン              | 両                         | D・レナードD・ポーターW・エイキンズF・ホワイトG・ブレットU・ワシントンW・ウィルソンA・オーティスC・ハードルH・マクレー |
| 2                            | 一                           | P・ローズ                    | 両                           | L・クリステンソンB・ブーンP・ローズM・トリーヨM・シュミットL・ボーワD・アンサーG・マドックスB・マクブライドL・スミス | 2                          | 二                         | F・ホワイト                | 右                         | D・レナードD・ポーターW・エイキンズF・ホワイトG・ブレットU・ワシントンW・ウィルソンA・オーティスC・ハードルH・マクレー |
| 3                            | 右                           | B・マクブライド              | 左                           | L・クリステンソンB・ブーンP・ローズM・トリーヨM・シュミットL・ボーワD・アンサーG・マドックスB・マクブライドL・スミス | 3                          | 三                         | G・ブレット                | 左                         | D・レナードD・ポーターW・エイキンズF・ホワイトG・ブレットU・ワシントンW・ウィルソンA・オーティスC・ハードルH・マクレー |
| 4                            | 三                           | M・シュミット                | 右                           | L・クリステンソンB・ブーンP・ローズM・トリーヨM・シュミットL・ボーワD・アンサーG・マドックスB・マクブライドL・スミス | 4                          | 一                         | W・エイキンズ              | 左                         | D・レナードD・ポーターW・エイキンズF・ホワイトG・ブレットU・ワシントンW・ウィルソンA・オーティスC・ハードルH・マクレー |
| 5                            | 左                           | D・アンサー                  | 左                           | L・クリステンソンB・ブーンP・ローズM・トリーヨM・シュミットL・ボーワD・アンサーG・マドックスB・マクブライドL・スミス | 5                          | DH                         | H・マクレー                | 右                         | D・レナードD・ポーターW・エイキンズF・ホワイトG・ブレットU・ワシントンW・ウィルソンA・オーティスC・ハードルH・マクレー |
| 6                            | 中                           | G・マドックス                | 右                           | L・クリステンソンB・ブーンP・ローズM・トリーヨM・シュミットL・ボーワD・アンサーG・マドックスB・マクブライドL・スミス | 6                          | 中                         | A・オーティス              | 右                         | D・レナードD・ポーターW・エイキンズF・ホワイトG・ブレットU・ワシントンW・ウィルソンA・オーティスC・ハードルH・マクレー |
| 7                            | 二                           | M・トリーヨ                  | 右                           | L・クリステンソンB・ブーンP・ローズM・トリーヨM・シュミットL・ボーワD・アンサーG・マドックスB・マクブライドL・スミス | 7                          | 右                         | C・ハードル                | 左                         | D・レナードD・ポーターW・エイキンズF・ホワイトG・ブレットU・ワシントンW・ウィルソンA・オーティスC・ハードルH・マクレー |
| 8                            | 遊                           | L・ボーワ                    | 両                           | L・クリステンソンB・ブーンP・ローズM・トリーヨM・シュミットL・ボーワD・アンサーG・マドックスB・マクブライドL・スミス | 8                          | 捕                         | D・ポーター                | 左                         | D・レナードD・ポーターW・エイキンズF・ホワイトG・ブレットU・ワシントンW・ウィルソンA・オーティスC・ハードルH・マクレー |
| 9                            | 捕                           | B・ブーン                    | 右                           | L・クリステンソンB・ブーンP・ローズM・トリーヨM・シュミットL・ボーワD・アンサーG・マドックスB・マクブライドL・スミス | 9                          | 遊                         | U・ワシントン              | 両                         | D・レナードD・ポーターW・エイキンズF・ホワイトG・ブレットU・ワシントンW・ウィルソンA・オーティスC・ハードルH・マクレー |
| 先発投手                     | 先発投手                     | 先発投手                     | 投球                         | L・クリステンソンB・ブーンP・ローズM・トリーヨM・シュミットL・ボーワD・アンサーG・マドックスB・マクブライドL・スミス | 先発投手                   | 先発投手                   | 先発投手                   | 投球                       | D・レナードD・ポーターW・エイキンズF・ホワイトG・ブレットU・ワシントンW・ウィルソンA・オーティスC・ハードルH・マクレー |
| L・クリステンソン            | L・クリステンソン            | L・クリステンソン            | 右                           | L・クリステンソンB・ブーンP・ローズM・トリーヨM・シュミットL・ボーワD・アンサーG・マドックスB・マクブライドL・スミス | D・レナード                | D・レナード                | D・レナード                | 右                         | D・レナードD・ポーターW・エイキンズF・ホワイトG・ブレットU・ワシントンW・ウィルソンA・オーティスC・ハードルH・マクレー |

### 第5戦 10月19日
- ロイヤルズ・スタジアム（ミズーリ州カンザスシティ）

|                              | 1 | 2 | 3 | 4 | 5 | 6 | 7 | 8 | 9 | R | H  | E |
| ---------------------------- | - | - | - | - | - | - | - | - | - | - | -- | - |
| フィラデルフィア・フィリーズ | 0 | 0 | 0 | 2 | 0 | 0 | 0 | 0 | 2 | 4 | 7  | 0 |
| カンザスシティ・ロイヤルズ   | 0 | 0 | 0 | 0 | 1 | 2 | 0 | 0 | 0 | 3 | 12 | 2 |

1. 勝利：タグ・マグロウ（1勝1敗1S）
2. 敗戦：ダン・クイゼンベリー（1勝2敗1S）
3. 本塁打
PHI：マイク・シュミット2号2ラン
KC：エイモス・オーティス3号ソロ
4. 審判
［球審］ダッチ・レナート（NL）
［塁審］一塁: ニック・ブレミガン（AL）、二塁: ハリー・ウェンデルステット（NL）、三塁: ビル・カンケル（AL）
［外審］左翼: ポール・プライアー（NL）、右翼: ドン・デンキンガー（AL）
5. 昼間試合  試合時間: 2時間51分  観客: 4万2369人
詳細: Baseball-Reference.com

| フィラデルフィア・フィリーズ | フィラデルフィア・フィリーズ | フィラデルフィア・フィリーズ | フィラデルフィア・フィリーズ | フィラデルフィア・フィリーズ                                                                                               | カンザスシティ・ロイヤルズ | カンザスシティ・ロイヤルズ | カンザスシティ・ロイヤルズ | カンザスシティ・ロイヤルズ | カンザスシティ・ロイヤルズ                                                                                         |
| ---------------------------- | ---------------------------- | ---------------------------- | ---------------------------- | --- | -------------------------- | -------------------------- | -------------------------- | -------------------------- | --- |
| 打順                         | 守備                         | 選手                         | 打席                         | M・バイストロムB・ブーンP・ローズM・トリーヨM・シュミットL・ボーワG・ルジンスキーG・マドックスB・マクブライドK・モアランド | 打順                       | 守備                       | 選手                       | 打席                       | L・グラD・ポーターW・エイキンズF・ホワイトG・ブレットU・ワシントンW・ウィルソンA・オーティスC・ハードルH・マクレー |
| 1                            | 一                           | P・ローズ                    | 両                           | M・バイストロムB・ブーンP・ローズM・トリーヨM・シュミットL・ボーワG・ルジンスキーG・マドックスB・マクブライドK・モアランド | 1                          | 左                         | W・ウィルソン              | 両                         | L・グラD・ポーターW・エイキンズF・ホワイトG・ブレットU・ワシントンW・ウィルソンA・オーティスC・ハードルH・マクレー |
| 2                            | 右                           | B・マクブライド              | 左                           | M・バイストロムB・ブーンP・ローズM・トリーヨM・シュミットL・ボーワG・ルジンスキーG・マドックスB・マクブライドK・モアランド | 2                          | 二                         | F・ホワイト                | 右                         | L・グラD・ポーターW・エイキンズF・ホワイトG・ブレットU・ワシントンW・ウィルソンA・オーティスC・ハードルH・マクレー |
| 3                            | 三                           | M・シュミット                | 右                           | M・バイストロムB・ブーンP・ローズM・トリーヨM・シュミットL・ボーワG・ルジンスキーG・マドックスB・マクブライドK・モアランド | 3                          | 三                         | G・ブレット                | 左                         | L・グラD・ポーターW・エイキンズF・ホワイトG・ブレットU・ワシントンW・ウィルソンA・オーティスC・ハードルH・マクレー |
| 4                            | 左                           | G・ルジンスキー              | 右                           | M・バイストロムB・ブーンP・ローズM・トリーヨM・シュミットL・ボーワG・ルジンスキーG・マドックスB・マクブライドK・モアランド | 4                          | 一                         | W・エイキンズ              | 左                         | L・グラD・ポーターW・エイキンズF・ホワイトG・ブレットU・ワシントンW・ウィルソンA・オーティスC・ハードルH・マクレー |
| 5                            | DH                           | K・モアランド                | 右                           | M・バイストロムB・ブーンP・ローズM・トリーヨM・シュミットL・ボーワG・ルジンスキーG・マドックスB・マクブライドK・モアランド | 5                          | DH                         | H・マクレー                | 右                         | L・グラD・ポーターW・エイキンズF・ホワイトG・ブレットU・ワシントンW・ウィルソンA・オーティスC・ハードルH・マクレー |
| 6                            | 中                           | G・マドックス                | 右                           | M・バイストロムB・ブーンP・ローズM・トリーヨM・シュミットL・ボーワG・ルジンスキーG・マドックスB・マクブライドK・モアランド | 6                          | 中                         | A・オーティス              | 右                         | L・グラD・ポーターW・エイキンズF・ホワイトG・ブレットU・ワシントンW・ウィルソンA・オーティスC・ハードルH・マクレー |
| 7                            | 二                           | M・トリーヨ                  | 右                           | M・バイストロムB・ブーンP・ローズM・トリーヨM・シュミットL・ボーワG・ルジンスキーG・マドックスB・マクブライドK・モアランド | 7                          | 右                         | C・ハードル                | 左                         | L・グラD・ポーターW・エイキンズF・ホワイトG・ブレットU・ワシントンW・ウィルソンA・オーティスC・ハードルH・マクレー |
| 8                            | 遊                           | L・ボーワ                    | 両                           | M・バイストロムB・ブーンP・ローズM・トリーヨM・シュミットL・ボーワG・ルジンスキーG・マドックスB・マクブライドK・モアランド | 8                          | 捕                         | D・ポーター                | 左                         | L・グラD・ポーターW・エイキンズF・ホワイトG・ブレットU・ワシントンW・ウィルソンA・オーティスC・ハードルH・マクレー |
| 9                            | 捕                           | B・ブーン                    | 右                           | M・バイストロムB・ブーンP・ローズM・トリーヨM・シュミットL・ボーワG・ルジンスキーG・マドックスB・マクブライドK・モアランド | 9                          | 遊                         | U・ワシントン              | 両                         | L・グラD・ポーターW・エイキンズF・ホワイトG・ブレットU・ワシントンW・ウィルソンA・オーティスC・ハードルH・マクレー |
| 先発投手                     | 先発投手                     | 先発投手                     | 投球                         | M・バイストロムB・ブーンP・ローズM・トリーヨM・シュミットL・ボーワG・ルジンスキーG・マドックスB・マクブライドK・モアランド | 先発投手                   | 先発投手                   | 先発投手                   | 投球                       | L・グラD・ポーターW・エイキンズF・ホワイトG・ブレットU・ワシントンW・ウィルソンA・オーティスC・ハードルH・マクレー |
| M・バイストロム              | M・バイストロム              | M・バイストロム              | 右                           | M・バイストロムB・ブーンP・ローズM・トリーヨM・シュミットL・ボーワG・ルジンスキーG・マドックスB・マクブライドK・モアランド | L・グラ                    | L・グラ                    | L・グラ                    | 左                         | L・グラD・ポーターW・エイキンズF・ホワイトG・ブレットU・ワシントンW・ウィルソンA・オーティスC・ハードルH・マクレー |

### 第6戦 10月21日
- ベテランズ・スタジアム（ペンシルベニア州フィラデルフィア）

|                              | 1 | 2 | 3 | 4 | 5 | 6 | 7 | 8 | 9 | R | H | E |
| ---------------------------- | - | - | - | - | - | - | - | - | - | - | - | - |
| カンザスシティ・ロイヤルズ   | 0 | 0 | 0 | 0 | 0 | 0 | 0 | 1 | 0 | 1 | 7 | 2 |
| フィラデルフィア・フィリーズ | 0 | 0 | 2 | 0 | 1 | 1 | 0 | 0 | X | 4 | 9 | 0 |

1. 勝利：スティーブ・カールトン（2勝）
2. セーブ：タグ・マグロウ（1勝1敗2S）
3. 敗戦：リッチ・ゲイル（1敗）
4. 審判
［球審］ニック・ブレミガン（AL）
［塁審］一塁: ハリー・ウェンデルステット（NL）、二塁: ビル・カンケル（AL）、三塁: ポール・プライアー（NL）
［外審］左翼: ドン・デンキンガー（AL）、右翼: ダッチ・レナート（NL）
5. 夜間試合  試合時間: 3時間0分  観客: 6万5838人
詳細: Baseball-Reference.com

| カンザスシティ・ロイヤルズ | カンザスシティ・ロイヤルズ | カンザスシティ・ロイヤルズ | カンザスシティ・ロイヤルズ | カンザスシティ・ロイヤルズ                                                                                             | フィラデルフィア・フィリーズ | フィラデルフィア・フィリーズ | フィラデルフィア・フィリーズ | フィラデルフィア・フィリーズ | フィラデルフィア・フィリーズ                                                                                         |
| -------------------------- | -------------------------- | -------------------------- | -------------------------- | --- | ---------------------------- | ---------------------------- | ---------------------------- | ---------------------------- | --- |
| 打順                       | 守備                       | 選手                       | 打席                       | R・ゲイルJ・ワーザンW・エイキンズF・ホワイトG・ブレットU・ワシントンW・ウィルソンA・オーティスJ・カーデナルH・マクレー | 打順                         | 守備                         | 選手                         | 打席                         | S・カールトンB・ブーンP・ローズM・トリーヨM・シュミットL・ボーワL・スミスG・マドックスB・マクブライドG・ルジンスキー |
| 1                          | 左                         | W・ウィルソン              | 両                         | R・ゲイルJ・ワーザンW・エイキンズF・ホワイトG・ブレットU・ワシントンW・ウィルソンA・オーティスJ・カーデナルH・マクレー | 1                            | 左                           | L・スミス                    | 右                           | S・カールトンB・ブーンP・ローズM・トリーヨM・シュミットL・ボーワL・スミスG・マドックスB・マクブライドG・ルジンスキー |
| 2                          | 遊                         | U・ワシントン              | 両                         | R・ゲイルJ・ワーザンW・エイキンズF・ホワイトG・ブレットU・ワシントンW・ウィルソンA・オーティスJ・カーデナルH・マクレー | 2                            | 一                           | P・ローズ                    | 両                           | S・カールトンB・ブーンP・ローズM・トリーヨM・シュミットL・ボーワL・スミスG・マドックスB・マクブライドG・ルジンスキー |
| 3                          | 三                         | G・ブレット                | 左                         | R・ゲイルJ・ワーザンW・エイキンズF・ホワイトG・ブレットU・ワシントンW・ウィルソンA・オーティスJ・カーデナルH・マクレー | 3                            | 三                           | M・シュミット                | 右                           | S・カールトンB・ブーンP・ローズM・トリーヨM・シュミットL・ボーワL・スミスG・マドックスB・マクブライドG・ルジンスキー |
| 4                          | DH                         | H・マクレー                | 右                         | R・ゲイルJ・ワーザンW・エイキンズF・ホワイトG・ブレットU・ワシントンW・ウィルソンA・オーティスJ・カーデナルH・マクレー | 4                            | 右                           | B・マクブライド              | 左                           | S・カールトンB・ブーンP・ローズM・トリーヨM・シュミットL・ボーワL・スミスG・マドックスB・マクブライドG・ルジンスキー |
| 5                          | 中                         | A・オーティス              | 右                         | R・ゲイルJ・ワーザンW・エイキンズF・ホワイトG・ブレットU・ワシントンW・ウィルソンA・オーティスJ・カーデナルH・マクレー | 5                            | DH                           | G・ルジンスキー              | 右                           | S・カールトンB・ブーンP・ローズM・トリーヨM・シュミットL・ボーワL・スミスG・マドックスB・マクブライドG・ルジンスキー |
| 6                          | 一                         | W・エイキンズ              | 左                         | R・ゲイルJ・ワーザンW・エイキンズF・ホワイトG・ブレットU・ワシントンW・ウィルソンA・オーティスJ・カーデナルH・マクレー | 6                            | 中                           | G・マドックス                | 右                           | S・カールトンB・ブーンP・ローズM・トリーヨM・シュミットL・ボーワL・スミスG・マドックスB・マクブライドG・ルジンスキー |
| 7                          | 捕                         | J・ワーザン                | 右                         | R・ゲイルJ・ワーザンW・エイキンズF・ホワイトG・ブレットU・ワシントンW・ウィルソンA・オーティスJ・カーデナルH・マクレー | 7                            | 二                           | M・トリーヨ                  | 右                           | S・カールトンB・ブーンP・ローズM・トリーヨM・シュミットL・ボーワL・スミスG・マドックスB・マクブライドG・ルジンスキー |
| 8                          | 右                         | J・カーデナル              | 右                         | R・ゲイルJ・ワーザンW・エイキンズF・ホワイトG・ブレットU・ワシントンW・ウィルソンA・オーティスJ・カーデナルH・マクレー | 8                            | 遊                           | L・ボーワ                    | 両                           | S・カールトンB・ブーンP・ローズM・トリーヨM・シュミットL・ボーワL・スミスG・マドックスB・マクブライドG・ルジンスキー |
| 9                          | 二                         | F・ホワイト                | 右                         | R・ゲイルJ・ワーザンW・エイキンズF・ホワイトG・ブレットU・ワシントンW・ウィルソンA・オーティスJ・カーデナルH・マクレー | 9                            | 捕                           | B・ブーン                    | 右                           | S・カールトンB・ブーンP・ローズM・トリーヨM・シュミットL・ボーワL・スミスG・マドックスB・マクブライドG・ルジンスキー |
| 先発投手                   | 先発投手                   | 先発投手                   | 投球                       | R・ゲイルJ・ワーザンW・エイキンズF・ホワイトG・ブレットU・ワシントンW・ウィルソンA・オーティスJ・カーデナルH・マクレー | 先発投手                     | 先発投手                     | 先発投手                     | 投球                         | S・カールトンB・ブーンP・ローズM・トリーヨM・シュミットL・ボーワL・スミスG・マドックスB・マクブライドG・ルジンスキー |
| R・ゲイル                  | R・ゲイル                  | R・ゲイル                  | 右                         | R・ゲイルJ・ワーザンW・エイキンズF・ホワイトG・ブレットU・ワシントンW・ウィルソンA・オーティスJ・カーデナルH・マクレー | S・カールトン                | S・カールトン                | S・カールトン                | 左                           | S・カールトンB・ブーンP・ローズM・トリーヨM・シュミットL・ボーワL・スミスG・マドックスB・マクブライドG・ルジンスキー |